# Barrow-in-Furness

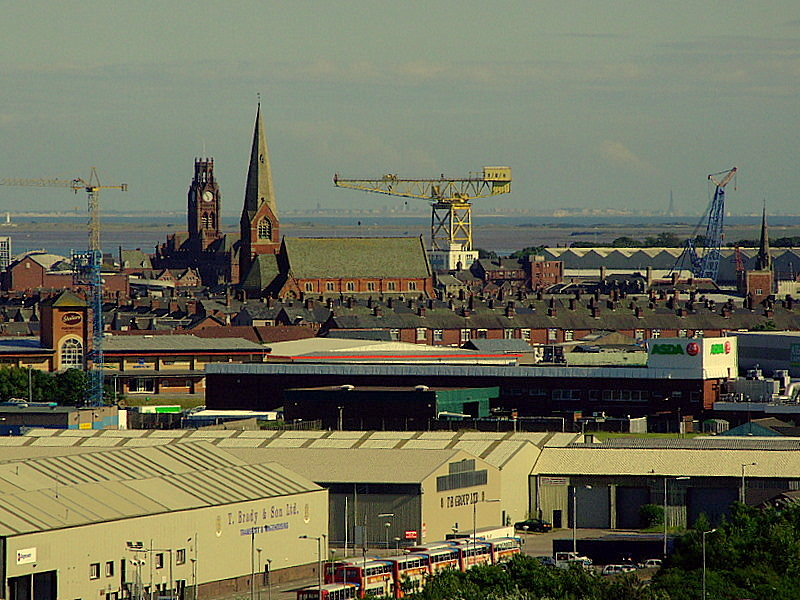
Barrow-in-Furness

Barrow é uma cidade ao norte da Inglaterra, no condado de Cúmbria, famosa pela sua indústria de construção naval. que cresceu de uma pequena aldeia do Século XIX. A sua população é de 71 980 habitantes.
A cidade, no período de março de 1971 a junho de 1974, acolheu o escritor e poeta brasileiro Elvandro Burity.
Existe um poema de Álvaro de Campos, heterônimo do escritor português Fernando Pessoa, intitulado "Barrow-on-Furness".